# Afro Samurai
Afro Samurai (アフロサムライ Afuro Samurai?) es un manga creado por Takashi Okazaki adaptado a una miniserie de anime por el estudio Gonzo. La historia gira en torno a un samurái con peinado afro que busca venganza, en un mundo que mezcla elementos de la cultura samurái y la cultura afro-urbana.
El productor de la serie es Samuel L. Jackson, él mismo interpreta la voz del protagonista. La trama es bastante violenta, con toques de humor y mucha acción, pero sobre todo mucha sangre. Debido a su contenido, está orientada al público adulto. La misma solo consta de cinco episodios y la producción de cada uno de los episodios costó alrededor de un millón de dólares.
El personaje principal de la serie está parcialmente inspirado en la vida de Yasuke, un supuesto samurái de origen africano que existió durante el período Sengoku del Japón Feudal.

## Historia
Un guerrero invencible, una venganza, un hombre que es más que una leyenda. Un samurái negro con un abundante peinado afro es el protagonista de esta historia de muerte y venganza, nuestro protagonista es conocido como Afro Samurái o Afro para los amigos, en realidad para el único amigo que tiene, un ninja negro de buen corazón, que lleva todo el ritmo del Bronx, en su forma de hablar y moverse, llamado Ninja Ninja. Afro recorrerá este mundo tal vez futurista, mezcla del Japón feudal con el oeste americano y algo de los barrios negros de Nueva York. Un mundo donde la violencia manda y las armas son el alma de la gente. Existe el reto de ser el N.º 1 del mundo, un hombre intocable considerado un dios por ser el más fuerte del mundo. Existen dos cintas que son portadas por los dos mejores guerreros la del N.º 1 y la del N.º 2. 
El padre de Afro supo ser el que ostentaba aquel grandioso título, ser el N.º 1 del mundo, hasta que un trágico día Justice, el hombre que tenía la cinta del N.º 2, reta al padre de Afro y en una feroz batalla lo asesina delante de Afro de la forma más trágica. Por lo que el protagonista jurará venganza y crecerá para convertirse en el segundo hombre más fuerte del mundo y así poder ser el único que podrá retar al N.º 1, para derrotarlo y de esta manera vengar la muerte de su padre. Afro a diferencia del N.º 1, sí puede ser retado por cualquiera que quiera tener la cinta del N.º 2, lo que le traerá una vida llena de violencia y asesinatos sin fin donde todos, ladrones, bandoleros, cazarrecompensas y monjes maníacos querrán su cabeza, en cualquier lugar a donde vaya le será muy difícil encontrar la paz, ya que sólo lo rodea la muerte.

## Realización
Lo llamativo de esta serie es que se estrenó primero en Estados Unidos y Canadá donde se emitió a través de Spike TV, a principios del 2007 para luego emitirse en Japón. Esto se debió a que la serie es una producción hecha para captar al mercado estadounidense. Fue hecha íntegramente en Japón por el estudio Gonzo, que le compró los derechos a Takashi Okazaki. El manga original se publicó en la pequeña revista independiente Nou Nou Hau, revista propiedad del mismo Okosaki entre otros colegas. El hecho de que esté hablada en inglés le da un estilo más western hollywoodense bastante novedoso. Entre las voces principales se encuentra ni más ni menos que Samuel L. Jackson, como Afro y también como Ninja Ninja, Ron Perlman (Hellboy) como Justice y Kelly Hu (Lady Deathstrike en X-Men 2).

## Personajes principales
- Afro: Cuando era pequeño, tuvo que presenciar la muerte de su padre en manos de Justice. Fue acogido en una escuela donde le enseñaron a perfeccionar su técnica del manejo de la espada. Cuando estuvo listo, obtuvo la cinta N.º 2 y se fue en busca de Justice para arrebatarle la cinta N.º 1 y vengar la muerte de su padre.

- Justice: es el hombre que mató al padre de Afro ante sus ojos cuando tan sólo era un niño. Es un experto pistolero y posee un tercer brazo en su espalda para vencer a los luchadores más desprevenidos. Cuando le robó la cinta N.º 1 al padre de Afro, se retiró a la cima de un monte a esperar a que Afro llegara.

- Ninja Ninja: el amigo imaginario de Afro (su alter ego), siempre lo acompaña a todas partes. Aparece por primera vez cuando Afro le arrebata la cinta N.º 2 a su maestro y pierde a sus compañeros de la escuela. Al contrario que Afro, nunca se está quieto y se pasa todo el rato hablando aunque Afro casi nunca le conteste.

- Jinno: fue uno de los compañeros de Afro en la escuela samurái, aunque siempre se trataron más como hermanos. Guarda un gran rencor hacia Afro pues lo ve como el culpable de la muerte de todos sus amigos y de su maestro, a quien Afro terminó asesinando para quedarse con la cinta del N.º 2. Después de eso, cayó por un precipicio pero fue rescatado por el grupo de los 7 Vacíos y su cuerpo gravemente dañado fue reconstruido como un cyborg asesino. Su estilo es muy diferente al de Afro, pues usa 2 espadas. Lleva siempre una máscara de osito de felpa en honor a sus compañeros y para ocultar su terrible aspecto de cyborg.

- Okiku: fue una compañera de escuela de Afro cuando era niño. Después de la muerte de sus compañeros, Otsuru fue acogida junto con Jinno por el clan de los 7 Vacíos y fue entrenada como una ninja. Cuando Afro cae de un precipicio, ella lo acoge en su posada para poco a poco extraerle sus recuerdos de la niñez para poder copiarle sus técnicas. Muere a manos de uno de los monjes cuando se rebela contra el clan.

- Clan de los 7 Vacíos: Son un grupo bien organizado de monjes asesinos quienes desean llegar a ser dioses con la cinta del N.º 1, por lo que siempre tratan de quitarle la cinta del N.º 2 a Afro. En general, no tienen escrúpulos para tratar obtener su objetivo. Utilizan desde la clonación humana hasta el uso de tecnología robótica en su afán por vencer a Afro.

## Otros estrenos
En 2009, se lanzó una película de Afro Samurái; bajo el nombre de Afro Samurai: Resurrection. Samuel L. Jackson fue Afro (además de ser el productor ejecutivo de la película); Lucy Liu le puso voz a Sio, la seductora villana a la que se enfrentará de Afro. Mientras que Mark Hamill interpretó a Bin, el sirviente y protector de Sio. Yuri Lowenthal, regresará en el rol de Jinno, el guerrero con cabeza de osito. Igual que la vez anterior, Gonzo y Funimation trabajaron juntos para esta nueva película.
En la misma fecha se lanzó también un juego para Xbox 360 de Microsoft, y para PlayStation 3 de Sony, desarrollado por Namco Bandai Games.

## Lista de episodios
1.- Venganza
2.- Intérprete de sueños
3.- El clan Empty Seven
4.- Duelo
5.- Justicia